# Meedhuizerpolder
De Meedhuizerpolder is een voormalig waterschap in de Nederlandse provincie Groningen.
Het schap lag ten westen en ten zuiden van Meedhuizen. De noordgrens lag bij het Afwateringskanaal van Duurswold (met uitzondering van de Grashuispolder), de oostgrens lag 750 m oostelijk van Meedhuizen en liep met een kromme lijn naar de gemeentegrens van Delfzijl-Slochteren, de westgrens volgde nagenoeg de gemeentegrens (Weereweg) tot het Afwateringskanaal van Duurswold. De molen stond ten oosten van Meedhuizen en sloeg uit op het Afwateringskanaal.
Meedhuizen vormde een oude afwateringseenheid die ten minste sinds 1542 deel uitmaakte van het Farmsumerzijlvest. Eerder maakte het deel uit van het Dorpsterzijlvest en waterde het vermoedelijk uit op het Meedhuizermeer of  via de Oude Leest naar het Flikkebuilsterzijltje bij Amweer. 
Volgens een schouwregister uit 1560 behoorden hiertoe, behalve het dorp zelf, ook het Meedhuizerhamrik aan de noordkant, alsmede de Overslootse en Hoflanden aan de zuidkant van het dorp. De beide watergangen in het hamrik, het Ooster- en Westermaar, waterden vermoedelijk uit naar het noorden via het zijltje van Roestenburg (Gommelburg). Ze waren met elkaar verbonden door het dwarsmaar Uwke, ten noorden van de kerk. Over de andere watergangen zijn we minder goed ingelicht. 
In 1795 werd ten oosten van het dorp een grote poldermolen gebouwd die via een korte watergang (200 m) uitsloeg op het Farmsumermaar, sinds 1871 op het Afwateringskanaal. Deze molen bemaalde tevens het Meedhuizerhamrik. Na de aanleg van het Afwateringskanaal ging dit gebied weer terug naar de polder Gommelburg. De Poleceylanden bleven aanvankelijk onbemalen, tot hier in 1873 de Proostpolder werd opgericht. De landerijen ten oosten van het dorp vielen onder de Geefsweersterpolder.
De molen werd vanaf 1910 bijgestaan door een vast locomobiel en vervolgens in 1938 vervangen door een elektrisch gemaal.
Waterstaatkundig gezien ligt het gebied sinds 2000 binnen dat van het waterschap Hunze en Aa's.